# Heinrich Campendonk

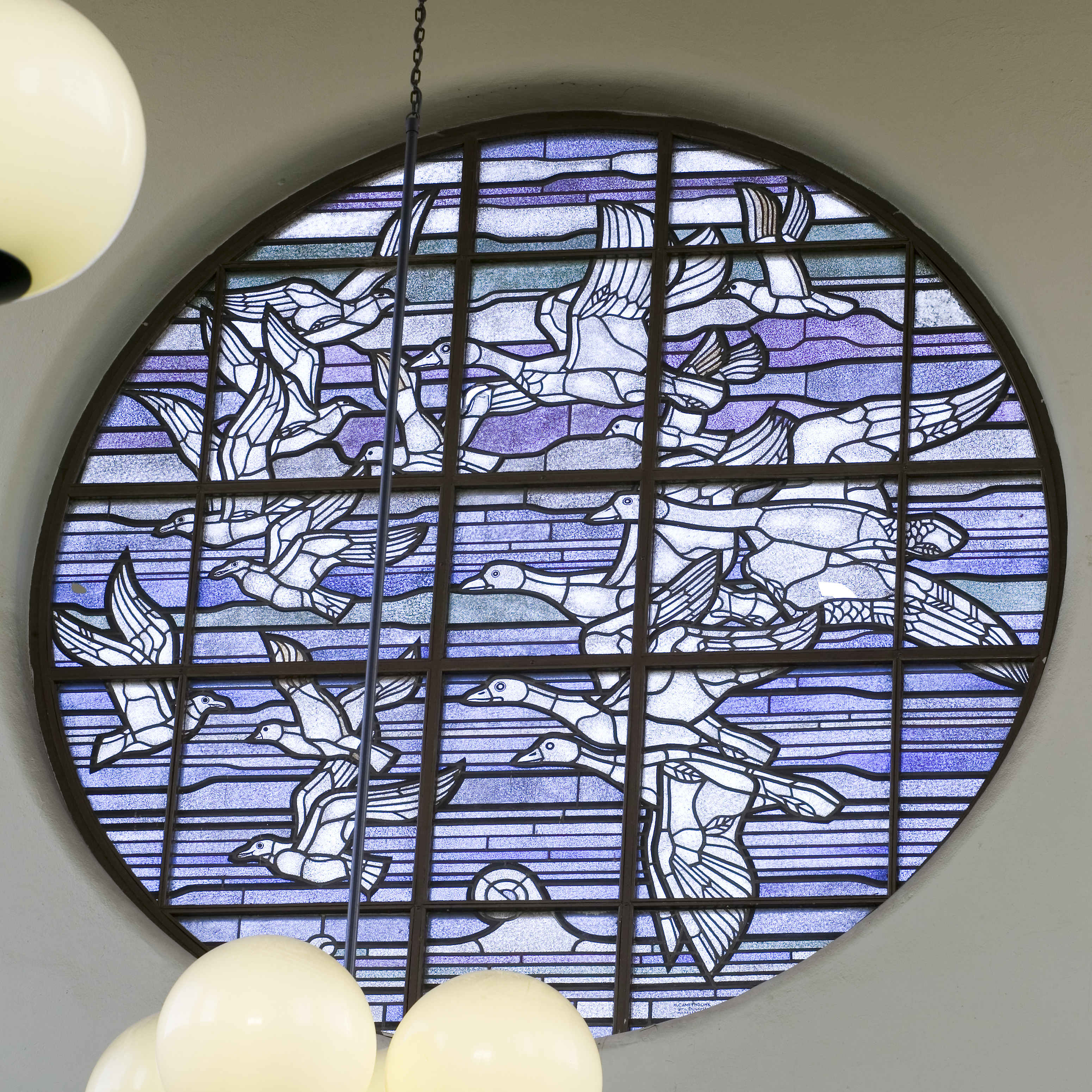
Amsterdam Muiderpoort

Heinrich Campendonk (ur. 3 listopada 1889 w Krefeld, zm. 9 maja 1957 w Amsterdamie) – niemiecki malarz i grafik.

## Życiorys
W latach 1905–1909 studiował w Szkole Rzemiosła Artystycznego w Krefeld. Przyjaźnił się z Franzem Markiem, Augustem Macke i Paulem Klee. Z poparciem Wasilija Kandinskiego i Franza Marca został członkiem monachijskiej grupy Błękitny Jeździec (Der blaue Reiter) i uczestniczył w obydwu wystawach tej grupy w latach 1911 i 1912.
Po odbyciu służby wojskowej w latach 1914–1916, zamieszkał w Seeshaupt. W latach 1919–1921 był członkiem Rady Roboczej ds. Sztuki. W latach 1923–1926 mieszkał w Nadrenii, ucząc w Szkole Rzemiosła Artystycznego w Essen. W latach 1926–1933 był profesorem Akademii Sztuk Pięknych w Düsseldorfie i zajmował się sztuką witrażu.
Po dojściu Hitlera do władzy został usunięty z zajmowanego stanowiska. W roku 1934 wyemigrował do Belgii, roku później powołano go na profesora na Akademii Sztuk Pięknych w Amsterdamie. W roku 1937, w ramach walki z tzw. „sztuka zdegenerowaną”, skonfiskowano 87 jego dzieł ze zbiorów niemieckich; 6 obrazów pokazano później na wystawie Entartete Kunst w Monachium, która w zamierzeniach nazistów miała zobrazować zdegenerowanie współczesnych artystów reprezentujących awangardowe prądy w sztuce.
Po wojnie Campendonk nie powrócił do Niemiec. Pozostał w Amsterdamie, gdzie zmarł otoczony szacunkiem w 1957.

## Twórczość
Twórczość Campendonka pozostawała pod wpływami kubizmu, futuryzmu i ekspresjonizmu.
W dzisiejszym miejscu pamięci Villa Merländer w jego mieście rodzinnym Krefeld zachowały się dwa jego dzieła malarstwa ściennego – Koty i Arlekin z roku 1925. Tworzył je metodą al fresco na świeżym, jeszcze wilgotnym tynku. Właściciel willi, Richard Merländer, zamalował obrazy w czasie III Rzeszy. Dzieła Campendonka odkryto w roku 1991 i udostępniono publiczności w roku 1998.
W latach 1929–1930 stworzył witraże dla kościoła Maria Grün w Hamburgu-Blankenese.
W kościele Chrystusa Króla w Penzbergu znajdują się dwa dalsze witraże artysty. Tzw. witraż pasyjny powstał w 1937 w Amsterdamie, z przeznaczeniem na Wystawę Światową w Paryżu, gdzie otrzymał Grand Prix. Witraż proroka Izajasza z roku 1954 był fragmentem większego dzieła pierwotnie przeznaczonego do katedry w Kolonii.
Witraże Campendonka znajdują się też w westwerku Katedry w Essen oraz w krypcie Katedry w Bonn.

## Amsterdam

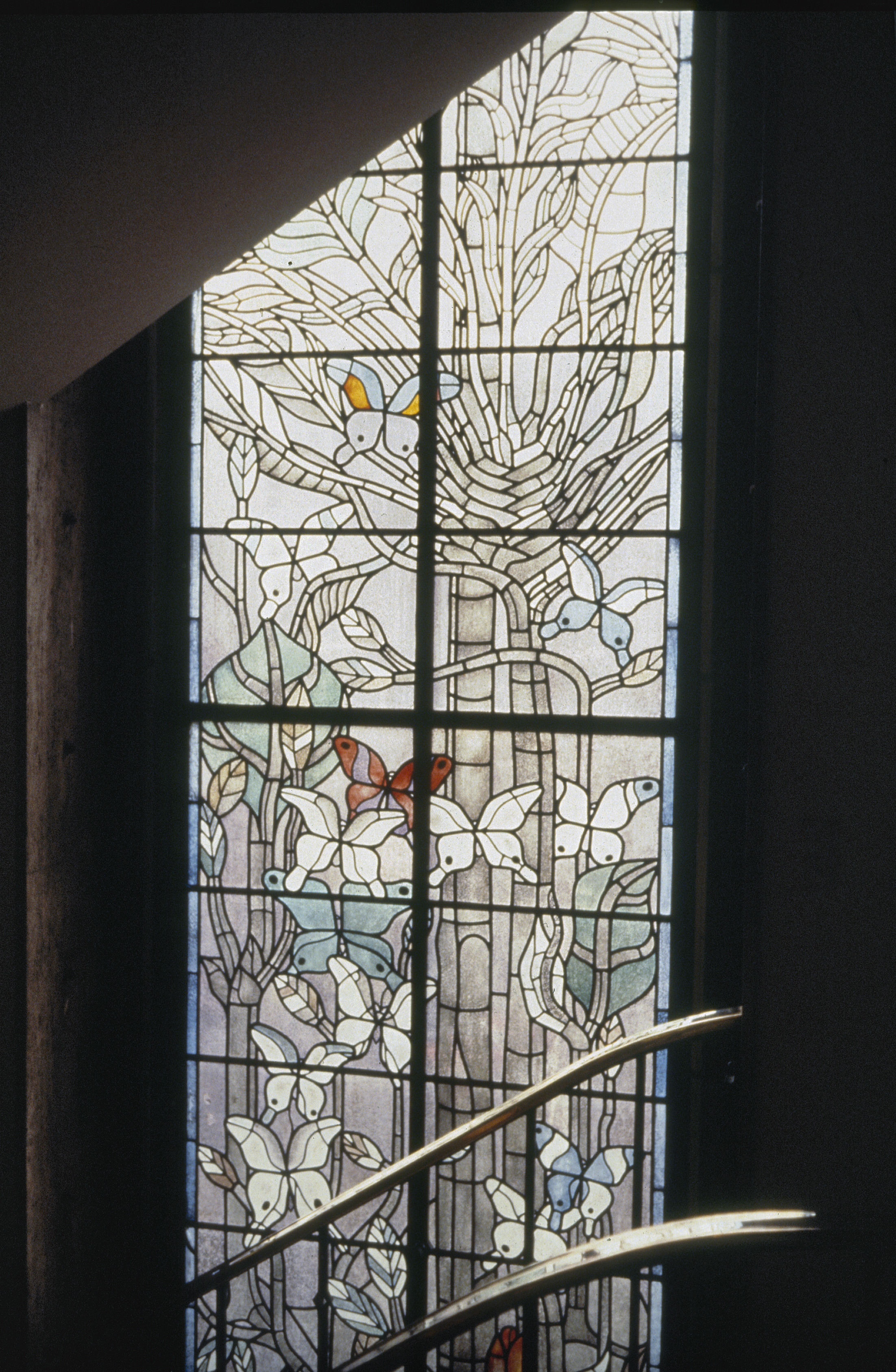
Keizersgracht 369
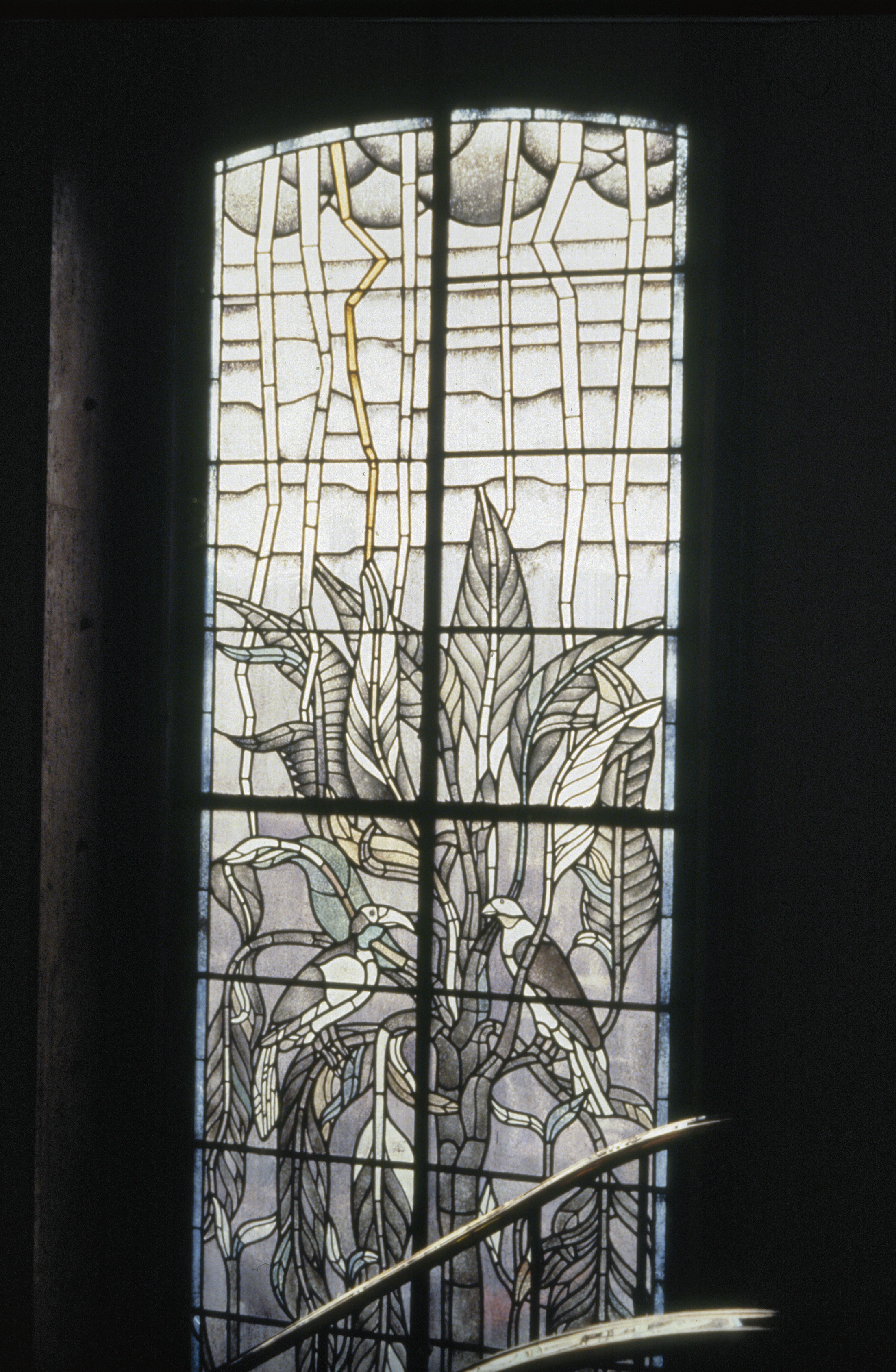
Keizersgracht 369
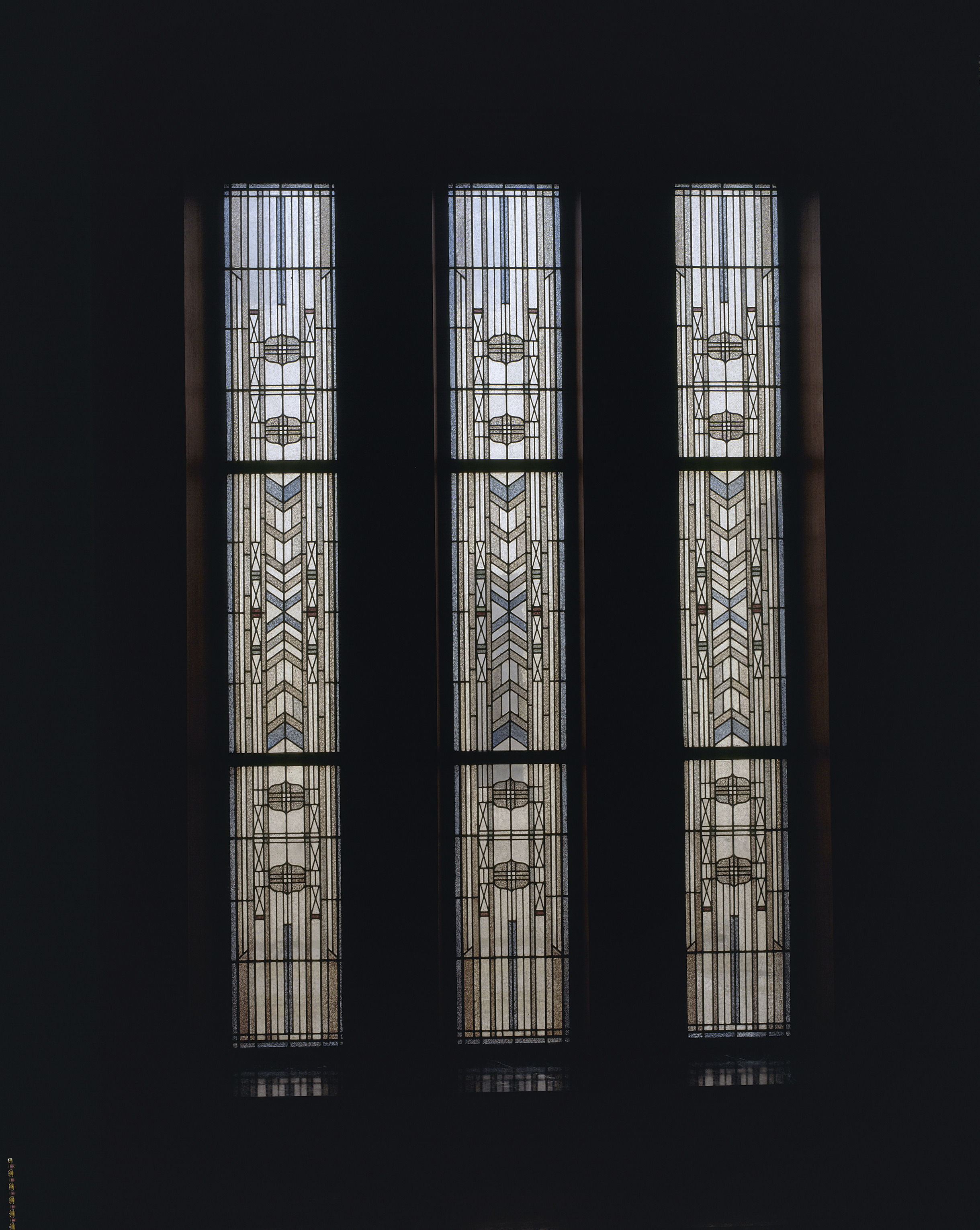
Keizersgracht 662
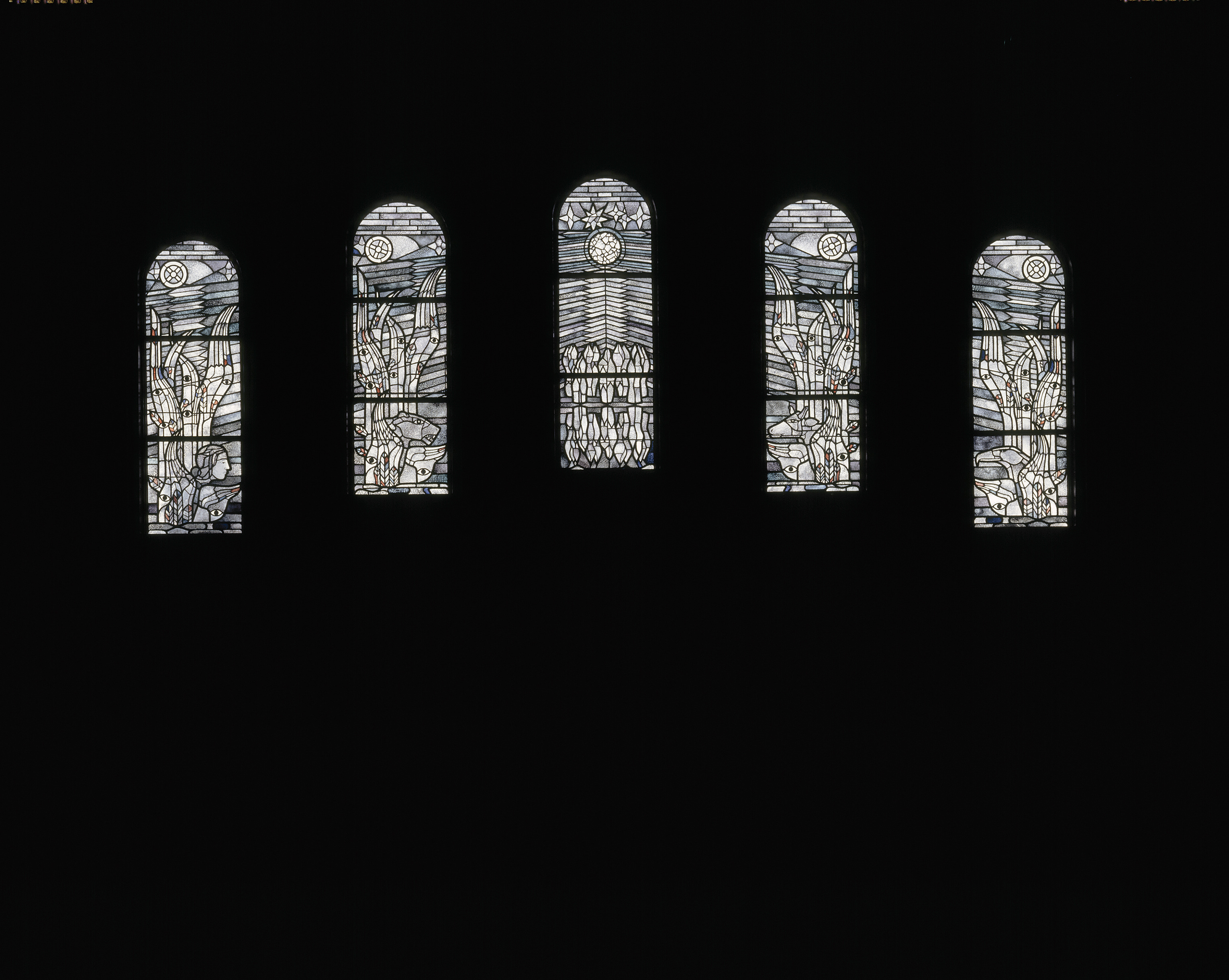
Richard Wagnerstraat 32
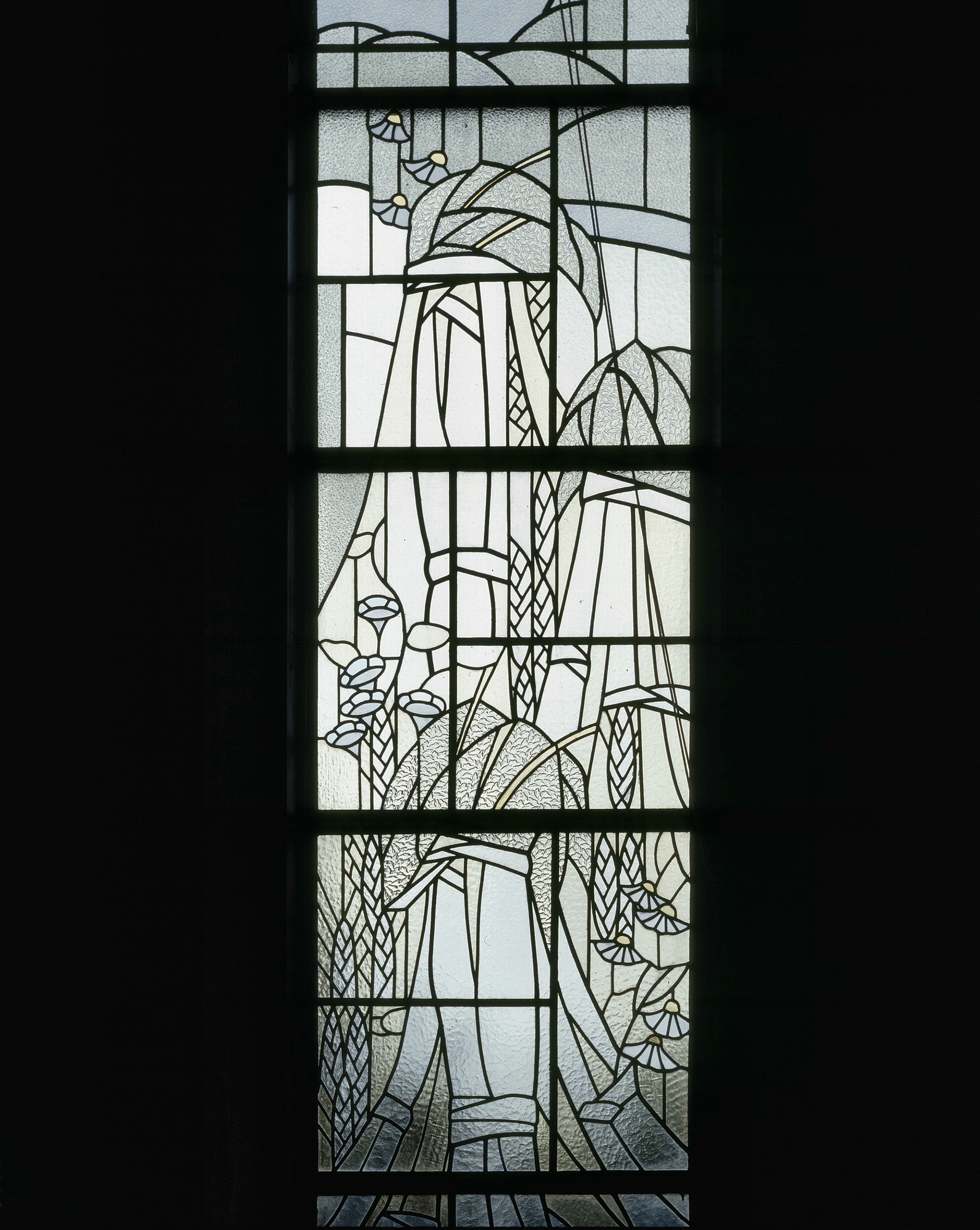
Richard Wagnerstraat 32